# Seleção de Futebol do País Sículo
A Seleção de Futebol do País Sículo é a equipe que representa o País Sículo, minoria húngara na Romênia. Não é afiliada à FIFA nem à UEFA, e portanto, não pode competir pela Copa do Mundo nem pelo Campeonato Europeu.
Eles competiram na Copa do Mundo ConIFA de 2016, terminando em nono lugar.

## Origem
Em 2013, a Associação de Futebol do País Sículo (em húngaro:  Székelyföld Labdarúgó-egyesület) foi fundada em Budapeste e foi admitida na NF-Board após as iniciações feitas por Kristóf Wenczel, advogado com formação esportiva anterior que serve como presidente da associação e também consultor jurídico de alguns jogadores de futebol húngaros que jogaram na equipe nacional.
Entretanto, a NF-Board foi extinta no mesmo ano, desde quando suas competições foram realizadas pela Confederação de Futebol de Associações Independentes.

## Desempenho em Competições

### Copa do Mundo ConIFA
- 2014 - Não participou
- 2016 - Nono lugar
- 2018 - Quarto lugar

### Copa Europeia ConIFA
- 2015 - Sexto lugar
- 2017 - Terceiro lugar
- 2019 - Classificado